# Miliusa horsfieldii
Miliusa horsfieldii (Bennett) Baill. ex Pierre – gatunek rośliny z rodziny flaszowcowatych (Annonaceae Juss.). Występuje naturalnie w Chinach (na wyspie Hajnan), w Tajlandii, na indyjskich wyspach Nikobarach, na Filipinach (na wyspie Palawan), w Indonezji (między innymi na Jawie, Celebes, Munie, Mangole, Morotai, w prowincjach Papua i Papua Zachodnia) oraz w Australii (w stanie Queensland).

## Morfologia
PokrójZimozielone drzewo dorastające do 30 m wysokości.
LiścieMają lancetowaty kształt. Mierzą 4–22 cm długości oraz 2,5–6 cm szerokości. Nasada liścia jest rozwarta. Blaszka liściowa jest całobrzega o ostrym lub spiczastym wierzchołku. Ogonek liściowy jest nagi i dorasta do 2–4 mm długości.
KwiatySą pojedyncze lub zebrane po 2 w pary, rozwijają się w kątach pędów. Działki kielicha mają owalny kształt i dorastają do 4–5 mm długości. Płatki mają kształt od owalnego do podłużnego i zielonożółtawą barwę, osiągają do 5–42 mm długości. Kwiaty mają 12 pręcików i 23 owocolistki.
OwoceApokarpiczne (owoc zbiorowy), mają prawie kulisty kształt. Osiągają 15–35 mm długości.

## Biologia i ekologia
Rośnie w częściowo zimozielonych lasach i w zaroślach, na terenach nizinnych.